# 小行星8508
小行星8508（英語：8508）是一颗围绕太阳公转的小行星。1991年2月14日，上田清二、金田宏在钏路市发现了此天体。
这颗小行星的绝对星等为228.6833544391441等。